# Chinatown (Metro de Boston)
Barrio Chino es una estación en la línea Naranja y la línea Plata del Metro de Boston. La estación se encuentra localizada en 640 Washington Street y 1 Boylston Street en Boston, Massachusetts. La estación Chinatown fue inaugurada el 30 de noviembre de 1908. La Autoridad de Transporte de la Bahía de Massachusetts es la encargada por el mantenimiento y administración de la estación. El servicio de la línea Plata inició el 20 de julio de 2002.

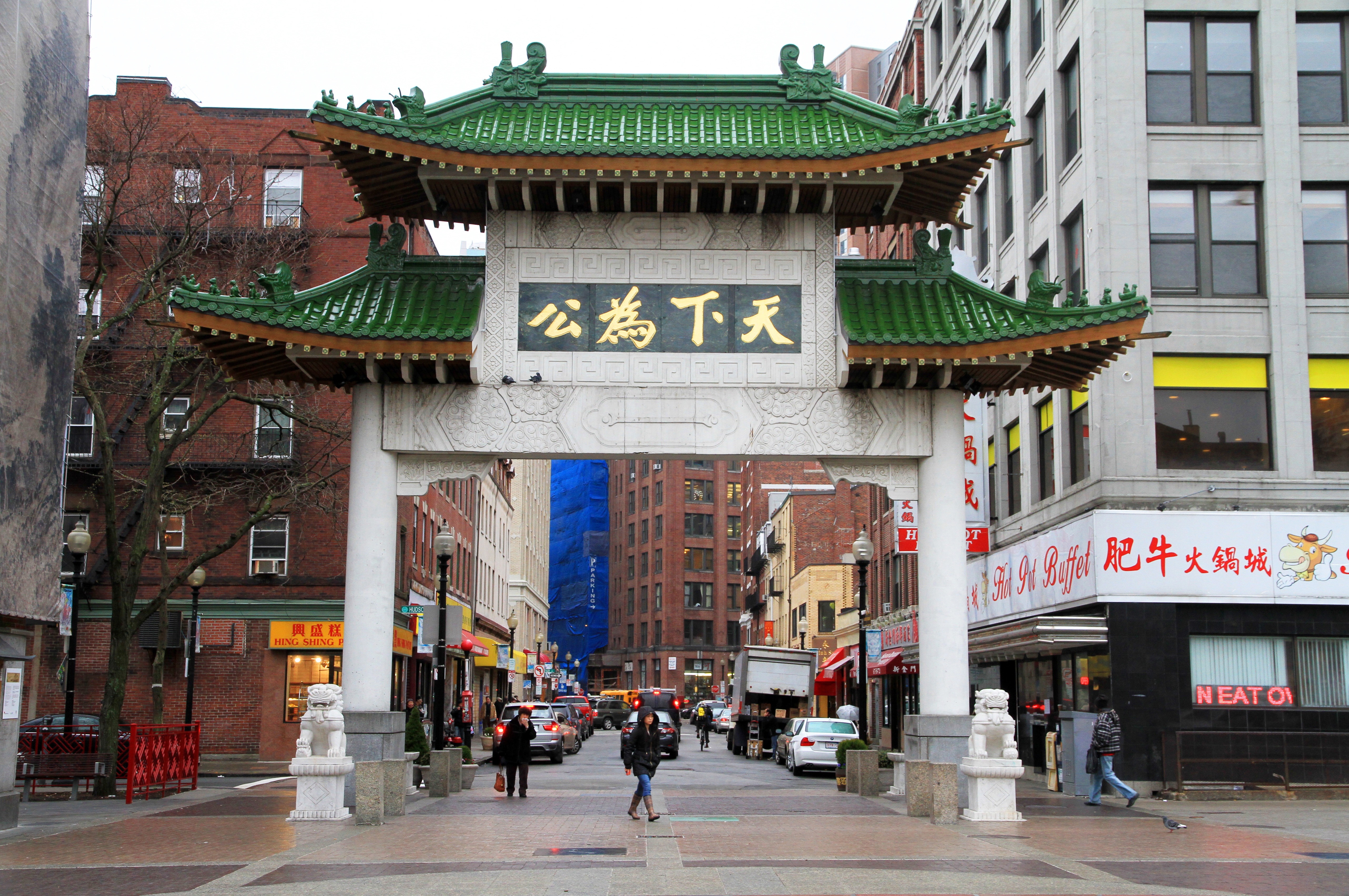
Boston's Chinatown

## Descripción
La estación Barrio Chino cuenta con 2 plataformas laterales y 2 vías. 

## Conexiones
La estación es abastecida por las siguientes conexiones: 
- Rutas de autobuses: 11